# Notoraja
Notoraja es un género de peces de la familia de los Rajidae en el orden de los Rajiformes.

## Especies
- Notoraja azurea (McEachran & Last, 2008)
- Notoraja laxipella (Yearsley & Last, 1992)
- Notoraja lira (McEachran & Last, 2008)
- Notoraja ochroderma (McEachran & Last, 1994)
- Notoraja sapphira (Séret & Last, 2009)
- Notoraja sticta (McEachran & Last, 2008)
- Notoraja tobitukai (Hiyama, 1940)[